# Europadagen
Europadagen fejres den 9. maj og kan betragtes som EU's mærkedag.
Dagen markerer Schuman-erklæringen, der er opkaldt efter Frankrigs udenrigsminister Robert Schuman. Han foreslog i en tale 9. maj 1950, at Frankrig og Tyskland samt ethvert andet land, som måtte ønske at deltage, skulle samordne deres produktion af kul og stål.
Københavns Universitet flager med det europæiske flag på Europadagen. Busserne i København flager med Europa-flaget sammen med Dannebrog 
Talen resulterede i Kul- og Stålunionen, som betragtes som forløberen for Den Europæiske Union.